# Doctor Doomsday
Doctor Doomsday es un personaje de ficción, un supervillano del mundo de Amalgam Comics, que ha peleado contra los Retadores de lo Fantástico, Hombres Magnéticos, JLA y X-Men, además de que es el villano que más apariciones tiene. Su primera aparición fue combatiendo contra los X-Men en X-Patrol #1.
Su apariencia varía entre los diferentes títulos donde aparece, pero siempre se mantiene como una versión muy musculosa del Doctor Muerte con una bioarmadura formada por picos de hueso. Entre sus intentos por conquistar el Universo Amalgam, intentó utilizar a súperheroes de DC Comics y Marvel Comics, entre los que destacaban: Batman, Spider-Man, Mujer Maravilla, Wolverine y Superman.
El Doctor Doomsday es una combinación de los villanos Doctor Muerte de Marvel Comics y Doomsday por parte de DC Comics.

## Historia
Victor Von Doom era el jefe científico del Proyecto Cadmus. Bajo su cargo se realizó el proyecto de recrear al Súper-Soldado, hecho que terminó con la creación de Spider-Boy. Asistió al experimento de Reed Richards de un escudo que protegía las naves espaciales de los rayos cósmicos. Pero los celos porque su eterno rival se llevaría toda la gloria hicieron que Doom desconectara los escudos e hiciera que la nave donde viajaban Richards y su familia se estrellara, provocando la creación de los Retadores de lo Fantástico.
Su vida cambiaría cuando una criatura alienígena conocida como Doomsday (que había sido derrotada por Speed Demon), llegó a Cadmus. Doom descubrió que esta criatura era el proceso perfecto de la evolución y se obsesionó con descubrir sus secretos genéticos. Durante un examen, un fragmento de hueso se incrustó en la cara, provocando una fusión de ADN, lo cual provocó que el apuesto científico se transformara en un grotesco monstruo. Después de este incidente, el Doctor Doomsday regresaría a su natal Latkovia para conquistarla y convertirse en su rey.
En la saga no publicada La Crisis Secreta de la Hora Infinita, el Doctor Doomsday asistió a Thanoseid en su plan de conquista universal. Encabezó a una banda de súpervillanos para combatir a los héroes que se les oponían a su plan. Durante la lucha, Doom mató a la Chica América (Superchica+Bucky), compañera del Súper-Soldado.
Durante su primera misión, los X-Men combatieron al Dr. Doomsday para detener uno de sus muchos planes de conquista. En la batalla, Doom golpea la espalda de Niles Cable dejándolo parapléjico.
Durante la pelea de los Retadores de lo Fantástico contra Galactiac, Doomsday robó los poderes del Esquiador Plateado y obtuvo el poder de la Muerte. Fue derrotado por la agente Susan "Ace" Storm en un combate mano a mano.

## Poderes y Habilidades
El Doctor Doomsday originalmente sólo contaba con su genio científico para crear maquinarias y armamento sofisticados, además de poseer conocimiento en artes ocultas y mágicas.
Al combinar su ADN con uno alienígena, logró obtener fuerza, agilidad, velocidad, reflejos, durabilidad y resistencia sobrehumanos. También adquirió invulnerabilidad y un factor de curación, lo que lo hace un ser imparable.
Por si fuera poco, si algún enemigo logra matarlo, puede resucitar y evolucionar hasta ser superior a quien lo derrotó. Esto lo hace uno de los seres más peligrosos del universo, ya que combina muy bien la fuerza y la inteligencia.
No se sabe si, al igual que el Doctor Muerte, posea la habilidad Ovoide de transferir su mente a otro cuerpo, pero se cree que sí.

## Latkovia
El Doctor Doomsday gobierna la ficticia nación europea de Latkovia, desde su castillo situado en la capital. Beastling la describió como un sitio muy poco turístico. Su apariencia es la de una nación de la Europa Oriental.
Allí vive un grupo de villanos conocidos como los Tyrannoids, pero se desconoce si tienen alguna relación con el Dr. Doomsday. La única vez que se ha visto este país ha sido en X-Patrol #1.
Latkovia es la combinación de Latveria (hogar del Doctor Muerte) y Markovia.
- Datos: Q1774912